# George Wickham
George Wickham é um  personagem fictício de Orgulho e Preconceito (1813), o segundo romance publicado pela escritora britânica Jane Austen.
Wickham é um oficial da milícia, ele cresceu ao lado do protagonista Fitzwilliam Darcy e de sua irmã Georgiana, tendo sido apadrinhado no passado pelo pai dos irmãos Darcy. Wickham possui um comportamento charmoso e de presença calorosa, o que atrai rapidamente a simpatia da protagonista Elizabeth Bennet. Entretanto, sua verdadeira natureza é de uma pessoa manipuladora e sem princípios, um mentiroso e jogador compulsivo, além de ser um sedutor e viver o estilo de vida de um libertino.   
Um personagem secundário, Wickham desempenha um papel crucial no desenrolar de Orgulho e Preconceito como um contraponto a Darcy. Além disso, é pouco delineado por Austen a fim de encorajar o leitor a compartilhar da mesma primeira impressão que Bennet teve dele. A inspiração para o enredo desenvolvido em torno de Wickham foi Tom Jones, um romance de Henry Fielding, onde dois meninos — um rico, um pobre — crescem juntos e têm um relacionamento de confronto quando se tornam adultos.

## Criação
A influência de Henry Fielding pode ser sentida no desenvolvimento do personagem de Wickham. Ele tem traços dos principais protagonistas de The History of Tom Jones, a Foundling, sendo eles o herói Tom Jones, e seu meio-irmão, Blifil. Há uma semelhança entre o relacionamento de confronto entre os dois personagens no romance de Fielding e naquele criado por Austen entre Wickham e Darcy. No início de sua obra, Austen dá a Wickham a aparência de um herói por sua boa aparência e maneiras distintas: ele lembra o enjeitado Tom Jones, que cresceu na mesma propriedade e recebeu a mesma educação e carinho que Blifil. Mas enquanto Jones, que tem uma alma íntegra, supera seus infortúnios e mostra nobreza de caráter, Wickham não se corrige porque esconde uma alma corrupta sob sua bela aparência. Como o traiçoeiro Blifil, Wickham é banido permanentemente do "paraíso" de sua infância, Pemberley.
É possível também que Austen tenha sido influenciada para estabelecer a relação entre Wickham e Darcy, segundo Laurie Kaplan, por Proteu e Valentine, dois personagens de Os Dois Cavalheiros de Verona de William Shakespeare, pois ela lembra o quão sutilmente Austen toma emprestado da comédia shakespeariana. Proteu, embora filho de um cavalheiro, está embriagado pelas facilidades e pelo luxo da Corte de Milão, para onde foi enviado por seu pai, e se comporta mal com seu amigo de infância, Valentim, traindo e caluniando-o, causando seu exílio, enquanto Valentine nunca para, mesmo na adversidade de se comportar nobremente. Outro paralelo da juventude de Wickham e Darcy pode se dar pelas figuras bíblicas Jacó e Esaú.
Além destes, Henry Austen é considerado uma inspiração óbvia para Wickham por Claire Tomalin, que cita a incapacidade de Henry e Wickham de se decidirem por uma carreira ou uma noiva, e como Wickham assim como Henry, "mostra-se mais agradável do que confiável".
Sheryl Craig sugere que Wickham recebeu este nome do espião contemporâneo William Wickham (1761–1840), que era uma figura de alguma notoriedade na época. Segundo ela, "os primeiros leitores de Jane Austen teriam imediatamente conectado o sobrenome Wickham a engano, segredos, espiões e desaparecimento de dinheiro".

## Adaptações
Adaptações de Orgulho e Preconceito surgiram no rádio, teatro e televisão ao longo das décadas. Em 1938, foi exibida através da emissora BBC, a primeira adaptação da obra para a televisão, com André Morell no papel de George Wickham. Em 1952, uma nova adaptação televisiva foi exibida pela BBC. com Richard Johnson como o personagem.
A primeira representação de Wickham em adaptações para o cinema, ocorreu no filme Orgulho e Preconceito de 1940 , o qual Edward Ashley-Cooper interpreta Wickham. Na obra, assim como nas comédias do tipo screwball em geral, a psicologia dos personagens não é investigada, e Wickham é um personagem muito secundário e superficial. Mais tarde, em 1958, uma adaptação televisiva de Orgulho e Preconceito foi produzida pela BBC, o qual Colin Jeavons interpreta Wickham. Em 1967, outra adaptação televisiva de Orgulho e Preconceito foi produzida pela BBC, contendo Richard Hampton como Wickham.
A partir da adaptação televisiva de 1980 de Orgulho e Preconceito, esta em uma coprodução da BBC com Australian Broadcasting Corporation, se dá mais atenção a Wickham, com Bennet tendo mais simpatia por ele. Nesta obra o mesmo é interpretado por Peter Settelen. Na década de noventa, Adrian Lukis interpreta Wickham na adaptação televisiva de Orgulho e Preconceito (1995) pela BBC, o qual destaca-se ainda mais a natureza de duas faces do personagem. Ele aparece como uma figura muito mais sombria do que na versão anterior, o que pode explicar por que a atração que ele exerce sobre Bennet é menos enfatizada do que na série de 1980.
Na segunda adaptação para o cinema de Orgulho e Preconceito em 2005, Wickham desempenha um papel pequeno, o personagem é interpretado por Rupert Friend, sendo retratado como sombrio e perturbador, até mesmo brutal como quando empurra Lydia Bennet para dentro da carruagem enquanto a mesma se despede chorosa de deixar Longbourn para sempre. Ele tem o "encanto reptiliano de um belo sociopata", o que sugere um casamento infeliz.

### Obras derivadas
Diversas obras derivadas ou que se inspiram nos personagens de Orgulho e Preconceito foram sendo lançadas, o que inclui Wickham. No romance O Diário de Bridget Jones (1996), e sua adaptação cinematográfica lançada em 2001, Helen Fielding foi inspirada por Wickham para criar o personagem Daniel Cleaver, o chefe mulherengo e covarde de Bridget Jones, sendo interpretado no cinema por Hugh Grant. Em 2008, uma série de televisão intitulada Lost in Austen foi exibida  pela ITV, com Tim Riley interpretando um Wickham ambíguo, mas positivo e charmoso, que insere a protagonista Amanda Price nos costumes da sociedade georgiana
Na websérie estadunidense The Lizzie Bennet Diaries (20212–2013) em uma versão modernizada, Wickham é o treinador de um time de natação universitário e interpretado por Wes Aderhold. Ele é retratado como sendo abusivo e manipulador com Lydia. Na obra Morte em Pemberley (2011) de P. D. James, que mais tarde foi adaptada para a televisão como uma minissérie da BBC, Wickham interpretado por Matthew Goode é o principal suspeito de assassinar o capitão Danny. Wickham desempenha ainda um papel central no romance de Claudia Gray, The Murder of Mr. Wickham (2022).